# Micromelum compressum
Micromelum compressum är en vinruteväxtart som först beskrevs av Francisco Manuel Blanco, och fick sitt nu gällande namn av Merrill. Micromelum compressum ingår i släktet Micromelum och familjen vinruteväxter. Utöver nominatformen finns också underarten M. c. inodorum.